# Forma sesquilineal
En matemáticas, una forma sesquilineal es una generalización de una forma bilineal que, a su vez, es una generalización del concepto del producto escalar en un espacio euclídeo. Una forma bilineal es lineal en cada uno de sus argumentos, pero una forma sesquilineal permite "torcer" uno de los argumentos de manera semilineal, de ahí el nombre; que se origina del latín prefijo numeral sesqui- que significa "uno y medio". El concepto básico del producto escalar (generar un escalar a partir de un par de vectores) se puede generalizar permitiendo una gama más amplia de valores escalares y, con la posibilidad simultánea, de ampliar la definición de vector.
Un caso arquetípico especial es una forma sesquilineal en un espacio vectorial complejo V. Es una aplicación V × V → C que es lineal en un argumento y "tuerce" la linealidad del otro argumento mediante el conjugado complejo (denominado argumento antilineal). Este caso surge naturalmente en las aplicaciones de la física matemática. Otro caso importante permite que los escalares provengan de cualquier cuerpo y el giro esté generado por un automorfismo.
Una aplicación en geometría proyectiva requiere que los escalares provengan de un anillo de división (cuerpo sesgado), K, y esto significa que los "vectores" deben ser reemplazados por elementos de un K-módulo. En un entorno muy general, las formas sesquilineales se pueden definir sobre R-módulos para anillos arbitrarios en R.

## Introducción informal
Las formas sesquilineales abstraen y generalizan la noción básica de una forma hermítica en un espacio vectorial. Las formas hermíticas se ven comúnmente en física, como el producto interno en un espacio de Hilbert complejo. En tales casos, la forma hermítica estándar en Cn viene dada por
{\displaystyle \langle w,z\rangle =\sum _{i=1}^{n}{\overline {w}}_{i}z_{i}.}
donde {\displaystyle {\overline {w}}_{i}} denota el conjugado de {\displaystyle w_{i}~}. Este producto puede generalizarse a situaciones en las que no se trabaja con una base ortonormal para Cn, o incluso con ninguna base. Al insertar un factor adicional de {\displaystyle i} en el producto, se obtiene la forma sesgada-hermítica, que se define con mayor precisión a continuación. No hay ninguna razón particular para restringir la definición a los números complejos, y de hecho, se puede definir para anillos arbitrarios con un antiautomorfismo asociado, entendido informalmente como un concepto generalizado de "conjugación compleja" para el anillo.

## Convención
Las convenciones difieren en cuanto a qué argumento debe ser lineal. En el caso conmutativo, se toma el primer argumento como lineal, como es común en la literatura matemática, excepto en la sección dedicada a las formas sesquilineales en espacios vectoriales complejos. Allí se usa la otra convención y se toma el primer argumento como lineal conjugado (es decir, antilineal) y el segundo como lineal. Esta es la convención utilizada principalmente por los físicos, que tiene su origen en la notación bra-ket de la mecánica cuántica, ideada por Paul Dirac. También es coherente con la definición del producto habitual (euclídeo) de {\displaystyle w,z\in \mathbb {C} ^{n}} como {\displaystyle w^{*}z}.
En el entorno no conmutativo más general, con los módulos a derechas se toma el segundo argumento como lineal, y con los módulos a izquierdas se toma el primer argumento como lineal.

## Espacios vectoriales complejos
Supuesto: En esta sección, las formas sesquilineales son antilineales en el primer argumento y lineales en el segundo.
Sobre un espacio vectorial complejo {\displaystyle V}, un aplicación {\displaystyle \varphi :V\times V\to \mathbb {C} } es sesquilineal si
{\displaystyle {\begin{aligned}&\varphi (x+y,z+w)=\varphi (x,z)+\varphi (x,w)+\varphi (y,z)+\varphi (y,w)\\&\varphi (ax,by)={\overline {a}}b\,\varphi (x,y)\end{aligned}}}
para todo {\displaystyle x,y,z,w\in V} y todo {\displaystyle a,b\in \mathbb {C} }. Aquí, {\displaystyle {\overline {a}}} es el conjugado complejo de un escalar {\displaystyle a}.
Una forma sesquilineal compleja también puede verse como un operador bilineal complejo.
{\displaystyle {\overline {V}}\times V\to \mathbb {C} }
donde {\displaystyle {\overline {V}}} es el espacio vectorial conjugado complejo a {\displaystyle V}. Por la propiedad universal del producto tensorial, estos están en correspondencia uno a uno con las aplicaciones lineales complejas
{\displaystyle {\overline {V}}\otimes V\to \mathbb {C} .}
Para un {\displaystyle z\in V} fijo, la aplicación {\displaystyle w\mapsto \varphi (z,w)} es un funcional lineal en {\displaystyle V} (es decir, un elemento del espacio dual {\displaystyle V^{*}}). Asimismo, la aplicación {\displaystyle w\mapsto \varphi (w,z)} es un funcional lineal conjugado en {\displaystyle V}.
Dada cualquier forma sesquilineal compleja {\displaystyle \varphi } sobre {\displaystyle V}, se puede definir una segunda forma sesquilineal compleja {\displaystyle \psi } a través del traspuesto conjugado:
{\displaystyle \psi (w,z)={\overline {\varphi (z,w)}}}
En general, {\displaystyle \psi } y {\displaystyle \varphi } serán diferentes. Si son iguales, entonces se dice que {\displaystyle \varphi } es hermítica. Si son negativos entre sí, entonces se dice que {\displaystyle \varphi } es  hermítica sesgada. Cada forma sesquilineal se puede escribir como la suma de una forma hermítica y de una forma hermítica sesgada.

### Representación matricial
Si {\displaystyle V} es un espacio vectorial complejo de dimensión finita, entonces, en relación con cualquier base {\displaystyle \left\{e_{i}\right\}_{i}} de {\displaystyle V,}, una forma sesquilineal está representada por una matriz {\displaystyle A}, dada por
{\displaystyle \varphi (w,z)=\varphi \left(\sum _{i}w_{i}e_{i},\sum _{j}z_{j}e_{j}\right)=\sum _{i}\sum _{j}{\overline {w_{i}}}z_{j}\varphi \left(e_{i},e_{j}\right)=w^{\dagger }Az}
donde {\displaystyle w^{\dagger }} es la matriz traspuesta conjugada. Los componentes de la matriz {\displaystyle A} están dados por {\displaystyle A_{ij}:=\varphi \left(e_{i},e_{j}\right)}.

### Forma hermítica
El término forma hermítica también puede referirse a un concepto diferente al que se explica a continuación (de manera que además sirve para denominar a una determinada forma diferencial en una variedad hermítica).
Una forma hermítica compleja (también llamada forma sesquilineal simétrica), es una forma sesquilineal {\displaystyle h:V\times V\to \mathbb {C} } tal que
{\displaystyle h(w,z)={\overline {h(z,w)}}.}
La forma hermítica estándar en {\displaystyle \mathbb {C} ^{n}} está dada (nuevamente, usando la convención "física" de linealidad en el segundo argumento y linealidad conjugada en el primero) por
{\displaystyle \langle w,z\rangle =\sum _{i=1}^{n}{\overline {w}}_{i}z_{i}.}
De manera más general, el espacio prehilbertiano en cualquier espacio de Hilbert complejo es una forma hermítica.
Se introduce un signo menos en la forma hermítica {\displaystyle ww^{*}-zz^{*}} para definir el grupo unitario especial SU(1,1).
Un espacio vectorial con forma hermítica {\displaystyle (V,h)} se llama espacio hermítico.
La representación matricial de una forma hermítica compleja es una matriz hermítica.
Una forma hermítica compleja aplicada a un solo vector {\displaystyle |z|_{h}=h(z,z)} es siempre un número real. Se puede demostrar que una forma sesquilineal compleja es hermítica si y solo si la forma cuadrática asociada es real para todos los {\displaystyle z\in V}.

### Forma sesgada-hermítica
Una forma sesgada-hermítica compleja (también llamada forma sesquilineal antisimétrica), es una forma sesquilineal compleja {\displaystyle s:V\times V\to \mathbb {C} } tal que
{\displaystyle s(w,z)=-{\overline {s(z,w)}}}.
Cada forma compleja sesgada-hermítica se puede escribir como la unidad imaginaria {\displaystyle i:={\sqrt {-1}}} multiplicada por una forma hermítica.
La representación matricial de una forma compleja sesgada-hermítica es una matriz antihermítica.
Una forma compleja sesgada-hermítica aplicada a un solo vector {\displaystyle |z|_{s}=s(z,z)} es siempre un número imaginario puro.

## Sobre un anillo de división
Esta sección se aplica sin cambios cuando el anillo de división K es conmutativo. En este caso, también se aplica una terminología más específica: el anillo de división es un cuerpo, el antiautomorfismo también es un automorfismo y el módulo a derechas es un espacio vectorial. Lo siguiente se aplica a un módulo a izquierdas con una reordenación adecuada de las expresiones.

### Definición
Una forma sesquilineal σ sobre un K-módulo a derechas M es una aplicación aditiva φ : M × M → K con un antiautomorfismo σ asociado de un anillo de división K tal que, para todos los x, y en M y todos los α, β en K,
{\displaystyle \varphi (x\alpha ,y\beta )=\sigma (\alpha )\,\varphi (x,y)\,\beta }.
El antiautomorfismo asociado σ para cualquier forma sesquilineal distinta de cero φ está determinado únicamente por φ.

### Ortogonalidad
Dada una forma sesquilineal φ sobre un módulo M y un subespacio (submódulo) W de M, el complemento ortogonal de W con respecto a φ es
{\displaystyle W^{\perp }=\{\mathbf {v} \in M\mid \varphi (\mathbf {v} ,\mathbf {w} )=0,\ \forall \mathbf {w} \in W\}}.
De manera similar, x ∈ M es ortogonal a y ∈ M con respecto a φ, escrito x ⊥φ y (o simplemente x ⊥ y si φ se puede inferir del contexto), cuando φ(x, y)= 0. Esta relación no tiene por qué ser simétrica, es decir, x ⊥ y no implica que y ⊥ x (pero  véase Reflexividad a continuación).

### Reflexividad
Una forma sesquilineal φ es reflexiva si, para todo x, y en M, {\displaystyle \varphi (x,y)=0} implica que {\displaystyle \varphi (y,x)=0}.
Es decir, una forma sesquilineal es reflexiva precisamente cuando la relación de ortogonalidad derivada es simétrica.

### Variaciones hermíticas
Una forma σ-sesquilineal φ se llama (σ, ε)-hermítica si existe ε en K de modo que, para todos los x, y en M,
{\displaystyle \varphi (x,y)=\sigma (\varphi (y,x))\,\varepsilon }.
Si ε= 1, la forma se llama σ-hermítica, y si ε= −1, se llama σ-anti-hermítica (cuando se sobreentiende σ, simplemente "hermítica" o "antihermítica", respectivamente).
Para una forma (σ, ε)-hermítica distinta de cero, se deduce que para todos los α en K,
{\displaystyle \sigma (\varepsilon )=\varepsilon ^{-1}}
{\displaystyle \sigma (\sigma (\alpha ))=\varepsilon \alpha \varepsilon ^{-1}}.
También se deduce que φ(x, x) es un punto fijo de la aplicación α ↦ σ(α)ε. Los puntos fijos de esta aplicación forman un subgrupo del grupo aditivo de K.
Una forma (σ, ε)-hermítica es reflexiva, y cada forma reflexiva σ-sesquilineal es (σ, ε)-hermítica para algunos ε.
En el caso especial de que σ sea la función identidad (es decir, σ= id), K es conmutativa, φ es una forma bilineal y ε2= 1. Entonces, para ε= 1 la forma bilineal se denomina "simétrica" y para ε= −1 se denomina "simétrica sesgada".

### Ejemplo
Sea V el espacio vectorial tridimensional sobre el cuerpo finito F= GF(q2), donde q es una potencia prima. Con respecto a la base estándar se puede escribir x= (x1, x2, x3) y y= (y1, y2, y3) y definir la aplicación φ mediante:
{\displaystyle \varphi (x,y)=x_{1}y_{1}{}^{q}+x_{2}y_{2}{}^{q}+x_{3}y_{3}{}^{q}.}
La aplicación σ : t ↦ tq es un automorfismo involutivo de F. La aplicación φ es entonces una forma σ-sesquilineal. La matriz Mφ asociada a esta forma es la matriz identidad, y se trata de una forma hermítica.

## En geometría proyectiva
Supuesto: En esta sección, las formas sesquilineales son antilineales (respectivamente, lineales) en su segundo (respectivamente, primer) argumento.
En una geometría proyectiva G, una permutación δ de los subespacios que invierte la inclusión, es decir
S ⊆ T ⇒ Tδ ⊆ Sδ para todos los subespacios S, T de G,
se llama correlación. Un resultado de Birkhoff y von Neumann (1936) demuestra que las correlaciones de las geometrías proyectivas desarguesianas corresponden a las formas sesquilineales no degeneradas en el espacio vectorial subyacente. Una forma sesquilineal φ es no degenerada si φ(x, y)= 0 para todos los y en V (si y) solo si x= 0.
Para lograr la generalidad total de esta afirmación, y dado que toda geometría proyectiva desarguesiana puede coordinarse mediante un anillo de división, Reinhold Baer extendió la definición de una forma sesquilineal a un anillo de división, lo que requiere reemplazar los espacios vectoriales por R-módulos. En la bibliografía geométrica, todavía se los conoce como espacios vectoriales a izquierdas o a derechas sobre cuerpos sesgados).

## Sobre anillos arbitrarios
La especialización de la sección anterior en cuerpos sesgados fue una consecuencia de la aplicación a la geometría proyectiva y no intrínseca a la naturaleza de las formas sesquilineales. Solo se requieren modificaciones menores para tener en cuenta la no conmutatividad de la multiplicación para generalizar la versión de campo arbitrario de la definición a anillos arbitrarios.
Sea R un anillo, V un R-módulo y σ un antiautomorfismo de R.
Una aplicación φ : V × V → R es σ-sesquilineal si
{\displaystyle \varphi (x+y,z+w)=\varphi (x,z)+\varphi (x,w)+\varphi (y,z)+\varphi (y,w)}
{\displaystyle \varphi (cx,dy)=c\,\varphi (x,y)\,\sigma (d)}
para todos los x, y, z, w en V y todos los c, d en R.
Un elemento x es ortogonal a otro elemento y con respecto a la forma sesquilineal φ (escrito x ⊥ y) si φ(x, y)= 0. Esta relación no tiene por qué ser simétrica, es decir, x ⊥ y no implica que y ⊥ x.
Una forma sesquilineal φ : V × V → R es reflexiva (u ortosimétrica) si φ(x, y)= 0 implica que φ(y, x)= 0 para todo x, y en V.
Una forma sesquilineal φ : V × V → R es hermítica si existe σ tal que: 325 
{\displaystyle \varphi (x,y)=\sigma (\varphi (y,x))}
para todos los x, y en V. Una forma hermítica es necesariamente reflexiva y, si es distinta de cero, el antiautomorfismo asociado σ es una involución (es decir, de orden 2).
Dado que para un antiautomorfismo σ se tiene que σ(st)= σ(t)σ(s) para todo s, t en R, si σ= id, entonces R debe ser conmutativo y φ es una forma bilineal. En particular, si, en este caso, R es un cuerpo sesgado, entonces R es un cuerpo y V es un espacio vectorial con forma bilineal.
Un antiautomorfismo σ : R → R también puede verse como un isomorfismo R → Rop, donde Rop es el anillo opuesto de R, que tiene el mismo conjunto subyacente y la misma suma, pero cuya operación de multiplicación (∗) está definida por a ∗ b= ba, donde el producto a la derecha es el producto en R. De esto se deduce que un módulo R derecho (izquierdo) V se puede convertir en un módulo Rop izquierdo (derecho), Vo. Por lo tanto, la forma sesquilineal φ : V × V → R puede verse como una forma bilineal φ′ : V × Vo → R.